# Giro d’Italia 2012/Etappen 1-4
Dieser Artikel fasst die ersten vier Etappen des Giro d’Italia 2012 zusammen.

## 1. Etappe am 5. Mai inHerning(Dänemark) (8,7 km;EZF)
Der Auftakt des 95. Giro d’Italia fand im dänischen Ort Herning auf Jütland statt. Eröffnet wurde das Rennen mit einem kurzen und flachen Einzelzeitfahren über 8,7 Kilometer durch die Innenstadt. 17 Kurven machten den Parcours technisch anspruchsvoll, zudem verlief der letzte Teil der Strecke etwas außerhalb der geschlossenen Ortschaft und war daher dem bis zu 33 km/h starken Wind ausgesetzt.
Um 15:40 startete der Venezolaner Jackson Rodríguez vom Team Androni Giocattoli-Venezuela bei kühlen 8° Celsius Lufttemperatur und leichter Bewölkung als erster Fahrer und eröffnete damit den Giro d’Italia 2012. Im Kampf um den Tagessieg spielte er allerdings keine Rolle, stattdessen war es Ramūnas Navardauskas (Garmin-Barracuda), der fast zwei Stunden lang mit 10:48 min die Bestzeit hielt. Zahlreiche andere Fahrer scheiterten nur knapp an dieser Marke, ehe Manuele Boaro vom dänischen Team Saxo Bank sieben Sekunden schneller war als Navardauskas. Vor zahlreichen Zuschauern am Streckenrand wurde es aber auch für den jungen Italiener nichts mit dem Rosa Trikot des Gesamtführenden, da Alex Rasmussen (Garmin) und Geraint Thomas (Sky ProCycling) sogar noch unter der Zeit von 10:40 min bleiben konnten. Schließlich war es dann der junge Amerikaner Taylor Phinney vom BMC Racing Team, der der Konkurrenz mit unerreichten 10:26 min keine Chance ließ und den größten Erfolg seiner Karriere feierte, obwohl er nach der Hälfte der Strecke noch knapp über der Bestzeit von Thomas gelegen hatte. Die großen Favoriten auf den Gesamtsieg spielten zum Auftakt noch keine Rolle. Roman Kreuziger vom Astana Pro Team war als 28. mit 36 Sekunden Rückstand auf den Zeitfahrspezialisten Phinney noch der Beste, auch Ivan Basso (Liquigas-Cannondale) verlor nur drei Sekunden mehr, während Fränk Schleck, José Rujano, John Gadret oder auch der als offizieller Titelverteidiger im Maglia Rosa startende Michele Scarponi (Lampre-ISD) schon am ersten Tag des Rennens über eine Minute einbüßten.

### Zwischenstand
Zwischenzeitmesspunkt Th. Nielsens Gade (4,5 km)
| 1.  | Geraint Thomas (SKY)      | 5:14 min   |
| 2.  | Taylor Phinney (BMC)      | + 0:01 min |
| 3.  | Manuele Boaro (SAX)       | + 0:01 min |
| 4.  | Brett Lancaster (OGE)     | + 0:01 min |
| 5.  | Gustav Erik Larsson (VCD) | + 0:03 min |
| 6.  | Jesse Sergent (RNT)       | + 0:04 min |
| 7.  | Alex Rasmussen (GRM)      | + 0:05 min |
| 8.  | Sébastien Rosseler (GRM)  | + 0:06 min |
| 9.  | Daniele Bennati (RNT)     | + 0:08 min |
| 10. | Thomas De Gendt (VCD)     | + 0:08 min |

## 2. Etappe am 6. Mai vonHerningnach Herning (206 km)
| Ergebnis der 2. Etappe           | Ergebnis der 2. Etappe     | Ergebnis der 2. Etappe |
| -------------------------------- | -------------------------- | ---------------------- |
| Sieger                           | Mark Cavendish (SKY)       | 4:53:12 h              |
| 2.                               | Matthew Goss (OGE)         | gleiche Zt.            |
| 3.                               | Geoffrey Soupe (FDJ)       | gleiche Zt.            |
| 4.                               | Tyler Farrar (GRM)         | gleiche Zt.            |
| 5.                               | Roberto Ferrari (AND)      | gleiche Zt.            |
| 6.                               | Mark Renshaw (RAB)         | gleiche Zt.            |
| 7.                               | Thor Hushovd (BMC)         | gleiche Zt.            |
| 8.                               | Daniele Bennati (RNT)      | gleiche Zt.            |
| 9.                               | William Bonnet (FDJ)       | gleiche Zt.            |
| 10.                              | Geraint Thomas (SKY)       | gleiche Zt.            |
| Zwischenstand nach der 2. Etappe |                            |                        |
| Gesamt                           | Taylor Phinney (BMC)       | 5:03:38 h              |
| 2.                               | Geraint Thomas (SKY)       | + 0:09 min             |
| 3.                               | Alex Rasmussen (GRM)       | + 0:13 min             |
| Punkte                           | Mark Cavendish (SKY)       | 28 P.                  |
| 2.                               | Geraint Thomas (SKY)       | 28 P..                 |
| 3.                               | Taylor Phinney (BMC)       | 25 P.                  |
| Berg                             | Alfredo Balloni (FAR)      | 03 P.                  |
| 2.                               | Miguel Ángel Rubiano (AND) | 02 P.                  |
| 3.                               | Olivier Kaisen (LTB)       | 01 P.                  |
| Nachwuchs                        | Taylor Phinney (BMC)       | 5:03:38 h              |
| 2.                               | Manuele Boaro (SAX)        | + 0:15 min             |
| 3.                               | Ramūnas Navardauskas (GRM) | + 0:22 min             |
| Team                             | Garmin-Barracuda           | 15:11:57 h             |
| 2.                               | BMC Racing Team            | + 0:00 min             |
| 3.                               | Orica GreenEdge            | + 0:20 min             |

Die zweite Etappe der Rundfahrt führte das Feld über völlig flache 206 Kilometer durch das westliche Jütland, Start und Ziel lagen erneut in Herning. Bei leichter Bewölkung und Temperaturen knapp unter 10° Celsius setzte sich das Feld zuerst Richtung Westen und Richtung Küste in Bewegung, kurz nach dem offiziellen Start attackierte bereits der Belgier Olivier Kaisen vom Lotto Belisol Team. Ihm folgten Miguel Ángel Rubiano (Androni Giocattoli-Venezuela) und Alfredo Balloni (Farnese Vini-Selle Italia). Nach knapp fünfzig Kilometern erreichten die Ausreißer in Söndervig die Meeresküste, wo auch der Zwischensprint des Tages ausgefahren wurde, den Rubiano für sich entscheiden konnte. Danach standen fünfzig Kilometer direkt an der Küste an, teilweise führte der Weg sogar über Deiche. Entgegen manchen Erwartungen spielte der an diesem Tag schwache Wind keine Rolle, das Feld wurde nicht durch eine Windkante geteilt.
In Lemvig erreichten die Fahrer dann den nördlichsten Punkt dieser Italien-Rundfahrt, wo auch die Verpflegungszone eingerichtet war und es wieder ins Landesinnere und südlich zurück nach Herning ging. Hier stand auch die erste Bergwertung des Rennens am Österbjerg an, einer nur einen Kilometer langen Steigung. Es war Alfredo Balloni, der sich im Sprint der Ausreißer als erster Fahrer überhaupt das neue Maglia Verde der Rundfahrt sicherte. Hinten im Feld machten aber nun nicht nur die Sprintermannschaften, sondern auch die Teams der Klassementfahrer, die ihre Kapitäne an vorderen Positionen im Feld halten wollten, Tempo, die drei Ausreißer wurden schon vierzig Kilometer vor dem Ziel wieder gestellt. Danach griff der Däne Lars Bak von Lotto-Belisol an und konnte sich zeitweise über vierzig Sekunden Vorsprung auf das Peloton herausfahren, doch auch er musste seinen Versuch 17 Kilometer vor dem Ende wieder aufgeben.
Das Rennen wurde von zahlreichen Stürzen überschattet, unter anderem kamen in der letzten Kurve vor dem Ziel Mark Renshaw und Alexander Kristoff zu Fall. Kein Fahrer wurde bei diesen Stürzen aber ernsthaft verletzt. Acht Kilometer vor dem Ziel hatte schließlich das Maglia Rosa Taylor Phinney einen Defekt, doch mithilfe seines BMC-Teamkollegen Danilo Wyss schaffte der US-Amerikaner wieder den Anschluss ans Feld und verteidigte damit die Gesamtführung. Den Tagessieg holte sich im Massensprint schließlich der Weltmeister Mark Cavendish von Sky vor seinem letztjährigen HTC-Teamkollegen Matthew Goss (Orica-GreenEdge) und dem überraschend starken Franzosen Geoffrey Soupe von FDJ-BigMat und übernahm damit das Rote Trikot des Punktbesten.

### Zwischensprint
Zwischensprint in Søndervig (48,7 km)
| 1. | Miguel Ángel Rubiano (AND) | 5 P. |
| 2. | Olivier Kaisen (LTB)       | 4 P. |
| 3. | Alfredo Balloni (FAR)      | 3 P. |
| 4. | Mark Cavendish (SKY)       | 2 P. |
| 5. | Bernhard Eisel (SKY)       | 1 P. |
| 6. | Enrico Gasparotto (AST)    | 0 P. |

### Bergwertung
Österbjerg, Kategorie 4 (117,9 km)
| 1. | Alfredo Balloni (FAR)      | 3 P. |
| 2. | Miguel Ángel Rubiano (AND) | 2 P. |
| 3. | Olivier Kaisen (LTB)       | 1 P. |

## 3. Etappe am 7. Mai vonHorsensnach Horsens (190 km)
| Ergebnis der 3. Etappe           | Ergebnis der 3. Etappe     | Ergebnis der 3. Etappe |
| -------------------------------- | -------------------------- | ---------------------- |
| Sieger                           | Matthew Goss (OGE)         | 4:20:53 h              |
| 2.                               | Juan José Haedo (SAX)      | + 0 min                |
| 3.                               | Tyler Farrar (GRM)         | + 0 min                |
| 4.                               | Arnaud Démare (FDJ)        | + 0 min                |
| 5.                               | Mark Renshaw (RAB)         | + 0 min                |
| 6.                               | Thor Hushovd (BMC)         | + 0 min                |
| 7.                               | Alexander Kristoff (KAT)   | + 0 min                |
| 8.                               | Romain Feillu (VCD)        | + 0 min                |
| 9.                               | Fumiyuki Beppu (OGE)       | + 0 min                |
| 10.                              | Andrea Guardini (FAR)      | + 0 min                |
| Zwischenstand nach der 3. Etappe |                            |                        |
| Gesamt                           | Taylor Phinney (BMC)       | 9:24:31 h              |
| 2.                               | Geraint Thomas (SKY)       | + 0:09 min             |
| 3.                               | Alex Rasmussen (GRM)       | + 0:13 min             |
| Punkte                           | Matthew Goss (OGE)         | 45 P.                  |
| 2.                               | Tyler Farrar (GRM)         | 30 P..                 |
| 3.                               | Mark Cavendish (SKY)       | 28 P.                  |
| Berg                             | Alfredo Balloni (FAR)      | 06 P.                  |
| 2.                               | Ramūnas Navardauskas (GRM) | 02 P.                  |
| 3.                               | Miguel Ángel Rubiano (AND) | 02 P.                  |
| Nachwuchs                        | Taylor Phinney (BMC)       | 5:03:38 h              |
| 2.                               | Manuele Boaro (SAX)        | + 0:15 min             |
| 3.                               | Ramūnas Navardauskas (GRM) | + 0:18 min             |
| Team                             | Garmin-Barracuda           | 28:14:36 h             |
| 2.                               | BMC Racing Team            | + 0:00 min             |
| 3.                               | Orica GreenEdge            | + 0:20 min             |

Am dritten Tag durchquerte das Feld rund um Horsens über 190 flache Kilometer das östliche Jütland und absolvierte zugleich seinen letzten Tagesabschnitt in Dänemark. Nach dem Start führte der Weg zuerst nach Süden, dann wieder nach Norden und durch Horsens hindurch. In einer großen Schleife wurde das nördliche Umland der Stadt durchquert. Die Ausreißergruppe des Tages bildeten bei knapp unter 10° Celsius und leichter Bewölkung der Einheimische Mads Christensen vom Team Saxo Bank, der Schweizer Reto Hollenstein vom deutschen Team NetApp, der Niederländer Martijn Keizer (Vacansoleil-DCM), der Spanier Miguel Mínguez (Euskaltel-Euskadi) sowie Alfredo Balloni, der wie am Vortag an der Spitze vertreten war und der Gesamt-Sechste Ramūnas Navardauskas (Garmin-Barracuda). Das Feld hatte die Sechs aber jederzeit unter Kontrolle und erlaubte keinen Vorsprung von über fünf Minuten. Den Zwischensprint des Tages in Hovegård nördlich von Horsens sicherte sich Keizer vor Navardauskas, der sich dank der Zeitgutschrift von vier Sekunden in der Gesamtwertung auf den fünften Rang verbessern konnte.
Nach der Verpflegungsstelle in Kattrup stand die einzige Bergwertung des Tages an, ein immerhin 5,4 Kilometer langer, aber durchschnittlich nur 1,6 % steiler Anstieg. Wie am Vortag sicherte sich Alfredo Balloni als Erster die volle Punktzahl und konsolidierte damit seinen Vorsprung im Kampf um das Blaue Trikot. Nachdem die Fahrer wieder nach Süden nach Horsens gekommen waren, wo noch drei 14 Kilometer lange Zielrunden anstanden, wurde die Ausreißergruppe 32 Kilometer vor dem Ziel wieder gestellt, nur Christensen leistete noch ungefähr acht Kilometer länger Widerstand als seine fünf Fluchtgefährten. Kurz nachdem auch er eingeholt worden war, setzte sich wie am Vortag der Däne Lars Bak (Lotto Belisol Team) ab, konnte sich aber nie mehr als zwanzig Sekunden Vorsprung erarbeiten und wurde nach neun Kilometern wieder vom Feld geschluckt. Somit war alles bereit für einen Massensprint in den teilweise sehr engen Straßen in Horsens. Nach perfekter Vorarbeit seines GreenEdge-Teams sicherte sich schließlich der Australier Matthew Goss nach seinem zweiten Platz am Vortag den Tagessieg und rückte dank der Zeitgutschrift von zwanzig Sekunden auf Platz acht des Gesamtklassements vor.
Auch das Rote Trikot eroberte Goss. Dabei profitierte er aber auch von einem Sturz 100 Meter vor der Ziellinie, den der Italiener Roberto Ferrari von Androni Giocattoli-Venezuela ausgelöst hatte. Ferrari wechselte im Sprint plötzlich seine Linie, sodass der hinter ihm fahrende Mark Cavendish nicht mehr ausweichen konnte und schwer stürzte. Der Träger des "Maglia Rossa" zog sich schwere Schürfwunden zu, konnte das Ziel aber zu Fuß erreichen, ganz im Gegensatz zum Gesamtführenden Taylor Phinney, der ebenfalls in den Sturz verwickelt war und sich eine Knöchelverletzung zuzog, die am folgenden Tag mit drei Stichen genäht werden musste. Phinney kam nach längerer Behandlung aber noch ins Ziel und verteidigte damit sein Rosa Trikot. Ferrari wurde später für sein unfaires Verhalten vom fünften auf den letzten Etappenplatz zurückgestuft, erhielt eine Geldstrafe sowie dreißig Strafsekunden.
Mit diesem Tagesabschnitt endete die Startphase des Giro 2012 in Dänemark. Am folgenden Dienstag erfolgte der Transfer nach Italien, wo am Mittwoch das Rennen in Verona fortgesetzt wurde. Insgesamt hatten rund 350.000 Zuschauer den Giro in Dänemark verfolgt, was die Erwartungen des Organisators weit übertraf.

### Zwischensprint
Zwischensprint in Hovegård (90,6 km)
| 1. | Martijn Keizer (VCD)       | 5 P. |
| 2. | Ramūnas Navardauskas (GRM) | 4 P. |
| 3. | Miguel Mínguez (EUS)       | 3 P. |
| 4. | Reto Hollenstein (APP)     | 2 P. |
| 5. | Mads Christensen (SAX)     | 1 P. |
| 6. | Alfredo Balloni (FAR)      | 0 P. |

### Bergwertung
Ejer Bravnehøj, Kategorie 4 (103,8 km)
| 1. | Alfredo Balloni (FAR)      | 3 P. |
| 2. | Ramūnas Navardauskas (GRM) | 2 P. |
| 3. | Miguel Mínguez (EUS)       | 1 P. |

## 4. Etappe am 9. Mai inVerona(32,8 km;MZF)
Nach einem Ruhetag und dem Transfer von Dänemark nach Italien nahm der Giro d’Italia 2012 seinen Betrieb in Verona mit einem Mannschaftszeitfahren über 33 Kilometer wieder auf. Startort war direkt vor der Kirche San Zeno Maggiore in Verona. Die Strecke führte über die erste Zwischenzeitmessung in Nassar nach Norden in Richtung San Pietro in Cariano, wo der Wendepunkt passiert wurde. Danach ging es wieder nach Südosten über die zweite Zwischenzeitmessung in Nassar in das Startzentrum Veronas zurück. Das Ziel war auf der Piazza Bra vor der Arena von Verona platziert. In weiten Teilen verlief der Hin- und Rückweg aus der Stadt auf derselben Straße, sodass die Fahrer hier nur einen Fahrstreifen zur Verfügung hatten und die Mannschaften sich auf dem Kurs teilweise direkt entgegenkamen.
Bei sonnigem Wetter und über 20° Celsius Lufttemperatur rollte das Team Ag2r La Mondiale um 15:25 Uhr als erste Mannschaft von der Startrampe. Mit dem Ausgang der Etappe hatte die Formation um Kapitän John Gadret aber erwartungsgemäß nichts zu tun und verlor 1:45 min auf den Sieger. Dieser hieß wie von vielen Experten im Vorfeld bereits vermutet Garmin-Barracuda. Einzig das überraschend starke Katusha Team mit Joaquim Rodríguez konnte mir nur fünf Sekunden Paroli bieten und hielt lange die Bestzeit. Garmin-Fahrer Ramūnas Navardauskas konnte zudem als erster Litauer das Rosa Trikot des Gesamtführenden erobern, weil der bisher Führende Taylor Phinney durch die Folgen seiner Knöchelverletzung, die er sich auf der dritten Etappe nach einem Sturz zugezogen hatte, geschwächt war und Probleme hatte, seinen Mannschaftskollegen zu folgen. Außerdem versteuerte sich der US-Amerikaner in einer Kurve und geriet mit seinem Rad auf den Grünstreifen, konnte einen weiteren Sturz aber vermeiden. Trotz dieser Schwierigkeiten fuhr das BMC-Team noch auf den zehnten Platz. In der Gesamtwertung war vor der Etappe eigentlich Navardauskas’ Teamkollege Alex Rasmussen besser als der Litauer platziert gewesen, doch der Däne musste schon früh seine Mannschaft ziehen lassen und verpasste so die Chance auf die "Maglia Rosa". Zwischen den Mannschaften mit den übrigen Favoriten entstanden nur sehr geringe Zeitabstände. Das drittplatzierte Astana Pro Team um Roman Kreuziger und das zwölftplatzierte Lampre-ISD mit Michele Scarponi und Damiano Cunego trennten nur zwölf Sekunden. Empfindlichere Verluste mussten nur Colnago-CSF Inox um Domenico Pozzovivo (+ 1:12 min), Androni Giocattoli-Venezuela mit José Rujano (+ 1:44 min), Ag2r und Euskaltel-Euskadi mit Mikel Nieve (+ 2:22 min) hinnehmen. Das deutsche Team NetApp erreichte mit 43 Sekunden Rückstand auf den Sieger den dreizehnten Tagesrang.